# Mercedes-Benz CLK GTR
 (août 2019).
Si vous disposez d'ouvrages ou d'articles de référence ou si vous connaissez des sites web de qualité traitant du thème abordé ici, merci de compléter l'article en donnant les références utiles à sa vérifiabilité et en les liant à la section « Notes et références ».
La Mercedes-Benz CLK GTR est une supercar de petite série conçue par Mercedes-Benz en 1997. Vingt exemplaires de série furent construits dans le but d'homologuer une version compétition dans la catégorie FIA GT1. 
La version Roadster est arrivée en 2002 et prévue à 5 exemplaires.

## Mercedes-Benz CLK GTR Coupé
La Mercedes-Benz CLK GTR Coupé est équipée d'un moteur V12 du préparateur Mercedes-AMG conçu par HWA AG qui développe 612 chevaux et qui permet d'atteindre une vitesse de 320 km/h et de passer de 0 à 100 km/h en 3,8 s.
Le développement de la CLK GTR a aussi été effectué sur une McLaren F1 GTR de 1996.

## Mercedes-Benz CLK GTR Roadster
La Mercedes-Benz CLK GTR Roadster est équipée d'un moteur V12 du préparateur Mercedes-AMG conçu par HWA AG qui développe 612 chevaux et qui permet d'atteindre une vitesse de 320 km/h et de passer de 0 à 100 km/h en 3,8 s.

## Mercedes-Benz CLK GTR SuperSport
La Mercedes-Benz CLK GTR SuperSport est équipée d'un moteur V12 du préparateur Mercedes-AMG conçu par HWA AG qui développe 720 chevaux et qui permet d'atteindre une vitesse bridée à 340 km/h et de passer de 0 à 100 km/h en 3,1 s.

## Mercedes-Benz CLK GTR (Voiture de course)
La CLK GTR de compétition sera engagée en FIA GT en 1997. Elle permettra à Mercedes-Benz et sa branche compétition AMG de remporter le titre avec le pilote Bernd Schneider.

## Mercedes-Benz CLK LM
En 1998, après un début de saison FIA GT effectué avec la CLK GTR, Mercedes-Benz introduit la CLK LM à l'occasion des 24 Heures du Mans, évolution de la GTR, la LM se différencie principalement par son moteur en passant du V12 au moteur V8.
Deux voitures seront engagées dans la classique mancelle, la no 35 aux mains de Bernd Schneider, Klaus Ludwig et Mark Webber et la no 36 pilotée par Christophe Bouchut, Ricardo Zonta et Jean-Marc Gounon. Très rapide, la CLK LM réalise la pole position aux mains de Bernd Schneider en 3 min 35 s 544 devant les Toyota GT-One, Porsche 911 GT1 et autres Nissan R390 GT1.
Malheureusement, les deux voitures devront abandonner très tôt (19 tours pour la no 35 et 31 tours pour la no 36). Comble de malheur pour Mercedes, la no 35 s'arrêtera, en panne, sur la ligne droite des stands, soit la partie du circuit la plus fréquentée. 
Après les 24 Heures du Mans, la CLK LM prendra la succession de la CLK GTR en Championnat FIA GT et remportera le titre avec Klaus Ludwig et Ricardo Zonta.

La CLK LM existe aussi en version route, construite en 2 exemplaires dont l'un a servi de crash test.

## Mercedes-Benz CLR
La Mercedes-Benz CLR est une voiture de compétition de catégorie LMGTP issue de la lignée des Mercedes-Benz CLK GTR et CLK LM et créée spécifiquement pour les 24 Heures du Mans 1999 une des éditions les plus captivantes de la légendaire course de par le nombre de forces en présence. Elle s'y montra assez compétitive mais devint surtout célèbre à cause d'une série d'accidents spectaculaires dus à une mauvaise conception aérodynamique qui entraînèrent rapidement son retrait de la compétition.